# LXQt
LXQt es un entorno de escritorio libre y de código abierto para Linux, resultado de la fusión entre los proyectos LXDE y Razor-qt.

## Historia
Insatisfecho con GTK+ 3, Hong Jen Yee experimentó con Qt a principios de 2013 y liberó la primera versión de PCManFM basado en Qt el 26 de marzo. Aclaró, sin embargo, que esto no significa el abandono de GTK+ en LXDE, diciendo que las versiones basadas en “Gtk+ y Qt pueden coexistir”. Más tarde, portó el front-end de XRandr para LXDE .
El 3 de julio de 2013 Hong Jen Yee anunció la portación completa de la suite LXDE a Qt. Y el 21 de julio de 2013, Razor-qt y LXDE anunciaron la fusión de los dos proyectos. Esta fusión significa que las versiones basadas en GTK+ y Qt coexistirán por un tiempo; sin embargo, las versiones de los componentes basados en GTK+ serán discontinuados y todos los esfuerzos serán centrados solo en las versiones realizadas en Qt. La fusión de LXDE y Razor-qt se ha rebautizado como LXQt, y la primera liberación fue la versión 0.7.0, que estuvo disponible el 7 de mayo de 2014. La versión 0.8.0, trajo consigo compatibilidad con Qt 5 y estuvo disponible el 13 de octubre de 2014.
La versión LXQt 0.9 se liberó en febrero de 2015, presentado con una limpieza del código interno y refactorizaciones. La compatibilidad con Qt 4 se discontinuó, requiriendo Qt5 & KDE Frameworks 5. La versión de Qt 5.3 es ahora mínima requerida para compilar el software. Actualmente la última versión estable corresponde a la 2.0.0, lanzada en abril de 2024. La versión 2.0.0 está basada en qt6 y ofrece soporte, todavía en fase experimental, a wayland. Se espera que en la versión siguiente, la 2.0.1, lxqt pueda ofrecer un soporte completo a wayland. Se ha anunciado que esta versión será publicada a mediados de noviembre de 2024.

## Componentes de software
LXQt consta de muchos componentes modulares, algunos de ellos dependientes de Qt y KDE Frameworks 6.
| Nombre               | Comentarios                                                           |
| -------------------- | --------------------------------------------------------------------- |
| lximage-qt           | Visor de imagen de LXQt                                               |
| lxmenu-data          | Archivos de definición del menú de la aplicación                      |
| lxqt-about           | Diálogo «Acerca de LXQt»                                              |
| lxqt-admin           | Conjunto de herramientas de administración                            |
| lxqt-common          | Características comunes del entorno                                   |
| lxqt-config          | Centro de configuración del sistema                                   |
| lxqt-globalkeys      | Configuración de atajos                                               |
| lxqt-notificationd   | Demonio de notificación                                               |
| lxqt-openssh-askpass | GUI para consultar contraseñas en nombre de los agentes SSH           |
| lxqt-panel           | Gestor de Paneles del escritorio                                      |
| lxqt-policykit       | Agente de autentificación                                             |
| lxqt-powermanagement | Configuración de opciones de energía                                  |
| lxqt-qtplugin        | Complemento para integrar opciones de Qt en otras aplicaciones.       |
| lxqt-runner          | Lanzador de aplicación                                                |
| lxqt-session         | Administrador de sesiones                                             |
| lxqt-sudo            | GUI o Gestor gráfico de permisos de usuario root mediante contraseña. |
| lxqt-themes          | Administrador de Temas                                                |
| menu-cache           | Librería utilizada para leer los menús de freedesktop.org             |
| obconf-qt            | Herramienta de configuración de Openbox escrita en Qt                 |
| compton-conf         | Herramienta de configuración para el compositor Compton X             |
| pcmanfm-qt           | Administrador de Archivos                                             |
| qt-gtk-engine        | Tema para aplicaciones GTK+ 3 con estilos Qt                          |

## Historial de versiones
| Lanzamientos de LXQt                            | Lanzamientos de LXQt     | Lanzamientos de LXQt |
| Versión                                         | Fecha                    | Características clave |
| ----------------------------------------------- | ------------------------ | --- |
| 0.7                                             | 7 de mayo de 2014        | |
| 0.8                                             | 13 de noviembre de 2014  | Compatibilidad completa con QT 5 |
| 0.9                                             | 8 de febrero de 2015     | Corrección de errores. Se elimina compatibilidad con QT 4. Se requiere Qt 5.3 para la instalación. |
| 0.10                                            | 2 de noviembre de 2015   | |
| 0.11                                            | 24 de septiembre de 2016 | En vista de que las aplicaciones basadas en QT consumen una mayor cantidad de recursos, se realizó una comparación con Xfce, mostrando un consumo basal de 112MB de memoria ram (un poco menos que el escritorio previamente mencionado). |
| 0.12                                            | 21 de mayo de 2017       | Requiere como mínimo la versión de Qt 5.6.1 |
| 0.13                                            | 21 de mayo de 2018       | Paquetes ajutados para versión de QT 5.11 |
| 0.14                                            | 25 de enero de 2019      | |
| 0.15                                            | 24 de abril de 2020      | |
| 0.16                                            | 4 de noviembre de 2020   | Se agregan 3 nuevos temas; Clearlooks, Leech y Kvantum. |
| 0.17                                            | 15 de abril de 2021      | |
| 1.0.0                                           | 5 de noviembre de 2021   | LXQt 1.0.0 depende de Qt 5.15 y se añaden 2 temas a LXQt entre otros cambios. |
| 1.1.0                                           | 15 de abril de 2022      | |
| 1.2.0                                           | 5 de noviembre de 2022   | |
| 1.3.0                                           | 15 de abril de 2023      | |
| 1.4.0                                           | 5 de noviembre de 2023   | |
| 2.0.0                                           | 15 de abril de 2024      | Se requiere qt 6.6 o mayor. Añade soporte, aunque incompleto, para wayland. |
| 2.1.0                                           | 5 de noviembre de 2024   | Mejoras en wayland. Aunque todavía se considera que el desarrollo es experimental. |
| Versión antiguaÚltima versiónLanzamiento futuro |                          | |

## Distribuciones que son compatibles con LXQt
| Base Debian                                | Base Fedora/RHEL | Base Arch                                           | Base openSUSE | Otros Núcleos | Sistemas GNU/Linux-libre   | BSD/UNIX         |
| ------------------------------------------ | ---------------- | --------------------------------------------------- | ------------- | ------------- | -------------------------- | ---------------- |
| Lubuntu Sparky Loc-OS (Alpha) Devuan ExTiX | ROSA Mageia      | Artix Manjaro Community Edition EndeavourOS blendOS | GeckoLinux    | NixOS Alpine  | Parabola Trisquel (Manual) | FreeBSD GhostBSD |